# 藤原良二
藤原 良二（ふじわら りょうじ、1952年6月12日 - ）は、日本のアニメーション演出家。漫画家。長崎県出身。東京都在住。

## 経歴
小沢さとるの下で今井科学のプラモデル「ロボダッチ」の箱絵イラスト描きを務めた後、アニメーション業界に入り富野喜幸の下、『無敵超人ザンボット3』ではメカデザインを手掛けたが『無敵鋼人ダイターン3』以降は主に演出に転じている。またその傍らで漫画作品も発表している。

## 人物
野球好きで草野球チームを転々とし、現在METABOLIXというチームに所属している。移動手段は専ら自転車。酒、たばこは口にしない。チョコレート好き。

## 主な作品

### テレビアニメ
1977年
- 無敵超人ザンボット3（1977年 - 1978年、メカデザイン） - 平山良二名義

1978年
- 無敵鋼人ダイターン3（1978年 - 1979年、絵コンテ・演出）

1979年
- 機動戦士ガンダム（絵コンテ・演出）
- くじらのホセフィーナ（絵コンテ・演出）

1980年
- 科学冒険隊タンサー5（絵コンテ）
- 伝説巨神イデオン（絵コンテ）

1981年
- 太陽の使者 鉄人28号（演出）
- 忍者ハットリくん（1981年 - 1987年、絵コンテ・演出）

1982年
- 六神合体ゴッドマーズ（絵コンテ）
- 戦闘メカ ザブングル（演出）

1983年
- スプーンおばさん（絵コンテ）

1984年
- 銀河漂流バイファム（絵コンテ・演出）

1999年
- こちら葛飾区亀有公園前派出所（絵コンテ・演出）
- ビーストウォーズネオ 超生命体トランスフォーマー（絵コンテ・演出）

2000年
- ファーブル先生は名探偵（演出）

2001年
- オフサイド（絵コンテ）

2003年
- ウルトラマニアック（絵コンテ・演出）
- おもいっきり科学アドベンチャー そーなんだ!（2003年 - 2004年、絵コンテ・演出）

2004年
- F-ZERO ファルコン伝説（絵コンテ）
- 流星戦隊ムスメット（絵コンテ）
- Get Ride! アムドライバー（2004年 - 2005年、絵コンテ・演出）

2005年
- 今日からマ王! 第2シリーズ（絵コンテ）
- おねがいマイメロディ（絵コンテ）
- うえきの法則（演出）
- 銀牙伝説WEED（2005年 - 2006年、絵コンテ・演出）

2006年
- Fate/stay night（絵コンテ）
- シムーン（絵コンテ）
- エア・ギア（絵コンテ）
- 貧乏姉妹物語（絵コンテ）
- まもって!ロリポップ（絵コンテ）
- 銀色のオリンシス（絵コンテ）
- ゴーストハント（2006年 - 2007年、絵コンテ）
- 地獄少女 二籠（2006年 - 2007年、絵コンテ）
- スーパーロボット大戦OG -ディバイン・ウォーズ-（2006年 - 2007年、絵コンテ）

2007年
- 少年陰陽師（絵コンテ）
- 古代王者 恐竜キング Dキッズ・アドベンチャー（絵コンテ）
- 桃華月憚（絵コンテ）
- シャイニング・ティアーズ・クロス・ウィンド（絵コンテ）
- 太極千字文（コンテ）
- 地球へ…（絵コンテ）
- ZOMBIE-LOAN（絵コンテ）
- ゼロの使い魔〜双月の騎士〜（絵コンテ）
- Myself ; Yourself（絵コンテ）
- 灼眼のシャナII -Second-（絵コンテ）
- やっとかめ探偵団（絵コンテ）
- しおんの王（2007年 - 2008年、絵コンテ）
- 素敵探偵ラビリンス（2007年 - 2008年、絵コンテ）

2008年
- AYAKASHI（絵コンテ）
- 古代王者 恐竜キング Dキッズ・アドベンチャー 翼竜伝説（絵コンテ）
- はたらキッズ マイハム組（絵コンテ）
- 今日からマ王! 第3シリーズ（絵コンテ）
- 純情ロマンチカ（絵コンテ）
- 隠の王（絵コンテ）
- 恋姫†無双（絵コンテ）
- 純情ロマンチカ2（絵コンテ）
- 今日の5の2（絵コンテ）
- ライブオン CARDLIVER 翔（絵コンテ）
- 地獄少女 三鼎（2008年 - 2009年、絵コンテ）

2009年
- 花咲ける青少年（絵コンテ）
- 07-GHOST（絵コンテ）
- うみねこのなく頃に（絵コンテ）
- ドラえもん（絵コンテ）
- 真・恋姫†無双（絵コンテ）

2010年
- 真・恋姫†無双 〜乙女大乱〜（絵コンテ）
- 薄桜鬼（絵コンテ）
- ぬらりひょんの孫（絵コンテ）
- バトルスピリッツ ブレイヴ（絵コンテ）

2011年
- みつどもえ 増量中!（絵コンテ）
- 世界一初恋（絵コンテ）
- プリティーリズム・オーロラドリーム（絵コンテ）
- 世界一初恋2（絵コンテ）

2013年
- 魔界王子 devils and realist 絵コンテ）
- 義風堂々!! 兼続と慶次（絵コンテ）

2014年
- 幕末Rock（絵コンテ）
- デュエル・マスターズ VS（絵コンテ）
- FAIRY TAIL（絵コンテ）

2015年
- WASIMOシリーズ（2015年 - 、絵コンテ・演出）
- デュエル・マスターズ VSR（絵コンテ）
- 純情ロマンチカ3（絵コンテ）

2016年
- 霊剣山 星屑たちの宴（絵コンテ）
- バトルスピリッツ ダブルドライブ（絵コンテ）

2017年
- カブキブ!（絵コンテ）
- BORUTO-ボルト- -NARUTO NEXT GENERATIONS-（絵コンテ）
- THE REFLECTION（絵コンテ）
- 恐竜メカード（ストーリーボード） - Fujiwara Ryoji名義（韓国）

2019年
- BAKUMATSUクライシス（絵コンテ）

2020年
- 魔術士オーフェンはぐれ旅（絵コンテ）
- ゾゾゾ ゾンビーくん（絵コンテ）
- アサティール 未来の昔ばなし（演出）
- 遊☆戯☆王SEVENS（絵コンテ）
- ツキウタ。 THE ANIMATION2（絵コンテ）

2022年
- 遊☆戯☆王ゴーラッシュ!!（絵コンテ）
- ちみも（絵コンテ）
- 惑星のさみだれ（絵コンテ）

2023年
- まめきちまめこニートの日常（絵コンテ）
- ポーション頼みで生き延びます!（絵コンテ）
- ちいかわ（2023年 - 2024年、絵コンテ）

2024年
- THE NEW GATE（絵コンテ）
- 来世は他人がいい（絵コンテ）

2025年
- マジック・メイカー 〜異世界魔法の作り方〜（絵コンテ）
- サラリーマンが異世界に行ったら四天王になった話（絵コンテ）
- 鬼人幻燈抄（絵コンテ）

### 劇場アニメ
- 劇場版機動戦士ガンダム（1981年、監督） - 富野喜幸との共同
- 忍者ハットリくん ニンニンふるさと大作戦の巻（1983年、監督・絵コンテ）

### OVA
- 今日からマ王! R（2008年、絵コンテ）
- 11eyes volume7 OVA Special（2010年、絵コンテ）
- 世界一初恋 〜小野寺律の場合〜（2011年、絵コンテ）

### Webアニメ
- SUPER SHIRO（2019年、コンテ）